# Gynoplistia nigronitida
Gynoplistia nigronitida là một loài ruồi trong họ Limoniidae. Chúng phân bố ở miền Australasia.